# Sysinfo
A SysInfo egy Amiga rendszerekre specializált rendszerinformációs program. A szoftver eredeti fejlesztője az ausztrál Nic Wilson, aki 2010-ben átadta a forráskódokat a svéd Tobias Geijerssonnak.

## Változatok
Nic Wilson 1990-től 1993-ig, a szoftver 3.24-es változatáig fejlesztette a programot. Az első nyilvános változat, az 1.4 a 368. Fish Disk-en jelent meg. Ezután csaknem 19 év kellett a 4.0 változat kiadásához, melyet azonban már nem ő készített. Ez a verzió a számos - pl. rendszerösszeomlást okozó problémát orvosló - hibajavításon kívül a következő főbb fejlesztéseket tartalmazta:
- a Motorola 68060 mikroprocesszor felismerése (még nem tesz azonban különbséget az LC és EC változatok között);
- a Motorola 68040 processzort kezelő rutinkönyvtár (library) megnyitási hibájának javítása 68060 CPU esetén;
- UAE emulációs szoftver támogatása;
- Újabb hardverek felismerése (pl. Individual Computers).[4]

Az újabb változatok a legfontosabb fejlesztései, a teljesség igénye nélkül):
- 4.0 (2012-11-07) - a 68060-as processzor támogatása, UAE támogatása, újabb hardverek detektálása
- 4.2 (2019-07-13) - a 68040-es processzorhoz kapcsolódó párhuzamos utasításvégrehajtás (pipelining) jobb implementálása, jobb CPU összehasonlító számítások (Dhrystone)
- 4.3 (2019-09-27) - Apollo Core 68080 processzor támogatása és egyéb CPU-felismerést javító hibajavítások
- 4.4 (2020-11-11) - Utolsó stabil változat. Jelentős kódtisztítás, 68080 frekvencia kijelzés támogatása, hibajavítások

A program fejlesztése folyamatos, a legfrissebb béta változat a 4.5 beta 12, mely 2021 január végén jelent meg. A munka sebességtesztek hozzáadásával, chip és bővítőkártya felismerési rutinok újraírásával, kódtisztítással és hibajavítással zajlik. A béta kód még számos ismert hibával, hiányossággal rendelkezik.